# Meioneta propria
Meioneta propria là một loài nhện trong họ Linyphiidae.
Loài này thuộc chi Meioneta. Meioneta propria được Alfred Frank Millidge miêu tả năm 1991.